# Anders-Peter Mathiasen
Anders-Peter Mathiasen (f. 24. maj 1959) er dansk journalist og forfatter. Han er uddannet fra Danmarks Journalisthøjskole og har bifag i historie fra Aarhus Universitet. Han blev som journaliststuderende nomineret til Cavlingprisen for sin afdækning af den såkaldte Gullestrup-sag, som tvang Herning Kommune til at leve op til et 20 år gammelt løfte til 50 lokale bønder om at opkøbe deres landejendomme og jord. 
Anders-Peter Mathiasen har været ansat på Politiken, TV-Avisen, Morgenavisen Jyllands-Posten og i to omgange på Ekstra Bladet, hvor han sammenlagt var i 16 år. Anders-Peter Mathiasen har som freelancer desuden leveret dokumentarprogrammer og projekter til TV2 og TV3.

## Karriere
Anders-Peter Mathiasen fik Cavlingprisen 1989 sammen med sin daværende kollega på Ekstra Bladet, Jeppe Juhl. Sammen afdækkede de en lang række misforhold i Stadsarkitektens Direktorat under Københavns Kommune, som de kommunale myndigheder og politiet i første omgang havde henlagt.
Anders-Peter Mathiasen fik Cavlingprisen 2004 sammen med Jeppe Facius, Miki Mistrati og Thomas Stokholm for “deres grundige, væsentlige og vedholdende indslag i TV2 og artikler i Ekstra Bladet om den såkaldte Dan Lynge-sag”.
Anders-Peter Mathiasen har i alt været nomineret til Cavlingprisen syv gange og fik i 1999 Kristian Dahls Mindelegat sammen med Jeppe Facius, Michael Holbek, Tom Jørgensen, Kim Kastrup og Søren Marquardt for artikelserien “Statens klike for kunst”.
Han forlod Ekstra Bladet i 2005 efter en konflikt med daværende chefredaktør Hans Engell, der som konservativ justitsminister var personlig ansvarlig for at have indgået aftaler med rocker-agenten Dan Lynge, som senere førte til en kommissionsundersøgelse af sagen. Undersøgelsen førte aldrig til en placering af ansvaret eller en klar belysning af Hans Engells rolle. 
Anders-Peter Mathiasen var sammen med Erik Valeur, Lars Rugaard og Christian Nordkap fra DR med til at afdække begivenhederne på Nørrebro den 18. maj 1993, hvor politiet skød og sårede adskillige demonstranter ved en konfrontation på Fælledvej. Afdækningen førte til, at Erik Valeur, Lars Rugaard og Christian Nordkap fik Cavlingprisen 1995 og en kommissionsundersøgelse af sagen, der blandt andet er kendt for de afslørende lydoptagelser af en betjent, der råber “skyd efter benene.”
Anders-Peter Mathiasen og Jeppe Facius’ biografi om kriminalinspektør Jørgen Moos afslørede, at Politiets Efterretningstjeneste havde Blekingegade-banden under observation, mens den udførte sine største forbrydelser. Det førte i 2010 til en kommissionsundersøgelse af, om PET kunne have stoppet banden. Ingen blev dog draget til ansvar.
I 1989 var med Anders-Peter Mathiasen til at stifte FUJ - Foreningen for Undersøgende Journalistik og sidder i bestyrelsen i Den Danske Publicistklub.